# Шорт, Уильям (дипломат)
Уильям Шорт (англ. William Short; 1759—1849) — американский дипломат в первые годы существования Соединенных Штатов. Личный секретарь Томаса Джефферсона в его бытность американским представителем во Франции. Занимал ряд других дипломатических постов в странах Европы. Джефферсон (позднее третий президент Соединенных Штатов) был наставником и другом на протяжении всей жизни Шорта, которого в письме 1789 года назвал своим «приёмным сыном».
Шорт был одним из первых членов и президентом (1778—1781) общества Фи Бета Каппа в Колледже Вильгельма и Марии и был избран в Исполнительный совет штата Вирджиния (1783—1784). Был временным поверенным в делах США во Франции во время Французской революции (1789—1792). В 1792 году он был назначен посланником США в Нидерландах, а с 1794 по 1795 год он был уполномоченным по исполнению договоров с Испанией. Хотя его дипломатическая карьера не была столь знаменитой или долгой, как Шорт, возможно желал, а его роман с французской дворянкой закончился неудачно, Шорт стал успешным бизнесменом и противником рабства.

## Биография
Уильям Шорт родился в 1759 году в семье Уильяма Шорта (5-го) и Элизабет Скипуит в Спринг-Гарден, округ Сарри, штат Вирджиния. Он приходился братом кентуккийскому риэлтору и политику Пейтону Шорту.
Во время своего пребывания в Париже в качестве личного секретаря Томаса Джефферсона Уильям Шорт служил временным поверенным в делах в отсутствие Джефферсона. Назначение Шорта на эту должность было первым назначением, которое президент Джордж Вашингтон осуществил в соответствии с новой Конституцией, и поэтому Шорт считается первым в истории послом, чья кандидатура номинирована президентом США.
Когда в 1789 году Джефферсон вернулся в Америку, Шорт продолжил работу в качестве временного поверенного, и, поскольку он был американским дипломатом самого высокого ранга во Франции, он в течение трех лет де-факто был послом. За это время Шорт предоставил Джефферсону подробные отчеты о ходе Французской революции. После 1792 года Шорт все больше разочаровывался в чрезмерном насилии революционного периода, когда несколько его друзей попали в тюрьму или были убиты.
С сентября 1790 года по август 1794 года Шорт также выступал фискальным агентом США в Европе, и в этом качестве занимался рефинансированием внешнего долга страны, договариваясь о более низкой процентной ставке, что очень помогло федеральному правительству в 1790 году.
В январе 1792 года он был назначен дипломатическим представителем в Нидерландах и прослужил до декабря 1792 года.
С 1794 по 1795 год он был уполномоченным по исполнению договоров с Испанией. Однако испанская миссия Шорта оказалась неудачной, потому что Франция и Испания вступили в войну в марте 1793 года, что значительно усложнило исполнение всех испано-американских соглашений. После долгих лет работы он был отстранен от должности. Шорт вернулся в Париж, но, узнав его возлюбленная, герцогиня Розали де Ларошфуко, не желала покидать Францию, в 1802 году вернулся в США и занялся бизнесом. Сразу после возвращения Шорт месяц прожил у Джефферсона в Монтичелло.
В 1808 году тогдашний президент Джефферсон в перерыв между сессиями Сената США назначил Шорта посланником в России. Однако, после того, как Шорт прибыл в Европу, Сенат решил вообще не отправлять дипломатического представителя в Российскую империю, и Шорт так и не приступил к исполнению обязанностей. Шорт разозлился на следующего президента Джеймса Мэдисона за то, что он в 1809 году назначил вместо него Джона Куинси Адамса. Шорт также выяснил, что Розали не только не покинет Францию, чтобы выйти за него замуж, но и фактически вышла замуж за более пожилого, богатого родственника. Шорт навсегда покинул Европу, вернувшись в Америку и проведя последние годы своей жизни, управляя своим успешным бизнесом, спонсируя различные благотворительные мероприятия и поддерживая дружбу с Джефферсоном.
Шорт был и противником рабства и приверженцем идеи равенства рас. В 1798 году он написал, что исследования обществ Африки свидетельствуют о том, что чернокожие способны на великие цивилизации, и, как он надеялся, новость об этом подорвет расовые предрассудки, которых многие белые люди в Америке придерживаются в отношении чернокожих. Он выступал за освобождение рабов в Америке и предоставление им сельскохозяйственных угодий, доступа к образованию, поддерживал смешанные браки. Он поддержал создание Американского колонизационного общества, полагая, что оно будет поощрять рабовладельцев к освобождению рабов.

## Любовная переписка и роман с Розали де Ларошфуко
Шорт так и не стал известным политиком, несмотря на свое обаяние и интеллект, дипломатические посты в Европе и близкие отношения с Томасом Джефферсоном, которого он считал вторым отцом. Однако Шорт прославился бурным романом с Александриной Шарлоттой де Роган-Шабо, известной как Розали, герцогиня де Ларошфуко. Эта аристократка была страстной и красивой женщиной, жившей в эпоху Французской революции и в период террора. Она стала свидетелем жестокости той поры, в том числе убийства ее мужа и казни ее брата. Любовная связь Розали и Шорта отражена в сотнях писем, где подробно описывались эти события, задокументирована боли разлуки влюбленных и их разочарование новыми общественными нормами. Их слова преданности поэтичны и трогательны и дают личное представление о бурной эпохе мировой истории. Несмотря на романтику, Розали в 1810 году вышла замуж за своего дальнего родственника, Бонифация Луи Андре, маркиза де Кастеллана.

## В массовой культуре
Шорт — главный герой исторического романа Стефани Дрей «Первая дочь Америки» (англ. America’s First Daughter). Автор описывает его пожизненную безответную любовь к дочерью Джефферсона Пэтси.